# Marvel Feature
Marvel Feature è una miniserie a fumetti, pubblicata dalla Marvel Comics dal 1971 al 1973 per un totale di 12 numeri.

## Storia editoriale

### Prima serie
La prima apparizione del supergruppo noto come Difensori avviene nel n. 1 (dicembre 1971), creato da Roy Thomas come testi e Ross Andru come disegni, prosegue in altre due storie: n. 2 (marzo 1972) e n. 3 (giugno 1972). Si contano poi due storie nel n. 1 e una storia nel n. 2:
1. Storia di Namor: è una ristampa dall'albo Sub-Mariner Comics n. 40 (giugno 1955), realizzato da Bill Everett (testi e disegni)
2. Storia di Dottor Strange: realizzato da Roy Thomas (testi) e Don Heck (disegni).
3. Storia di Namor: è una ristampa dall'albo Sub-Mariner Comics n. 36 (settembre 1954), realizzato da Bill Everett (testi e disegni)

Il personaggio noto come Ant Man I ritorna in due storie nei n. 4 (luglio 1972), n. 5 (settembre 1972), e Ant-Man I con Wasp in altre cinque storie nei n. 6 (novembre 1972), n. 7 (gennaio 1973), n. 8 (marzo 1973), n. 9 (maggio 1973), n.10 (luglio 1973), realizzate da Roy Thomas e Mike Friedrich come testi, Herb Trimpe, P. Craig Russell e Jim Starlin come disegni. Si contano poi una storia nel n. 8 e due storie nel n. 10:
1. Storia di Ant-Man e Wasp: è una ristampa dall'albo Tales to Astonish (prima serie) n. 44 (giugno 1963), realizzato da Ernie Hart, Stan Lee (testi) e Jack Kirby (disegni).
2. Storia: The Itch!, è una ristampa dall'albo Mystic n. 35 (gennaio 1955), realizzato da Al Hartley (disegni)
3. Storia: Hiding place, è una ristampa dall'albo Mystic n. 14 (novembre 1952), realizzato da Tony DiPreta (disegni).

La storia di Hulk e la Cosa ritorna nel n. 11 (settembre 1973), realizzato da Len Wein (testi) e Jim Starlin (disegni).
La storia di Iron Man con la Cosa ritorna nel n. 12 (novembre 1973), realizzato da Mike Friedrich (testi) e Jim Starlin (disegni).
Le avventure della Cosa a fianco del quale si avvicendano diversi personaggi celebri dell'universo Marvel continuarono dopo il numero 12 in Marvel Two-in-One numero 1.

### Seconda serie
La seconda serie consta di sette numeri, pubblicati dal 1975 al 1976, che presentano il personaggio di Red Sonja.
Nel n. 1 (novembre 1975) si contano due storie:
1. Adattamento di una storia da Robert Ervin Howard, scritto da Roy Thomas e disegnato da Dick Giordano;
2. Storia di Red Sonja, ristampa dall'albo The Savage Sword of Conan n. 1 (agosto 1974), realizzato da Roy Thomas (testi) e Esteban Maroto (disegni).

Il personaggio di Red Sonja ritorna in altre quattro storie nei n. 2 (gennaio 1976), 3 (marzo 1976), 4 (maggio 1976), 5 (luglio 1976), scritte da Bruce Jones e disegnate da Frank Thorne.
Infine, compare in due delle sei parti de La ballata di Belit e Conan (parti 2/6 e 5/6, rispettivamente fascicoli n. 6 e 7), realizzate da Roy Thomas (testi) e Frank Thorne (disegni).
1. ↑  Il termine volume è usato in lingua inglese, in questo contesto, per indicare le serie, pertanto Vol. 1 sta per prima serie, Vol. 2 per seconda serie e così via.